# Dusona yezoensis
Dusona yezoensis là một loài tò vò trong họ Ichneumonidae.